# IND万博線
IND万博線（INDばんぱくせん、英語: IND World's Fair Line）あるいは万博鉄道（ばんぱくてつどう、英語: World's Fair Railroad）は1939年のニューヨーク万国博覧会にあわせて会場であるフラッシング・メドウズ・コロナ・パークへのアクセスを容易にするため一時的に敷設されたINDの支線である。路線はINDクイーンズ・ブールバード線フォレスト・ヒルズ-71番街駅東側の本線とジャマイカ車両基地入出区線の分岐点からジャマイカ車両基地を通り抜け、現在の州間高速道路678号線の経路に沿ってフラッシング・メドウズ・コロナ・パークを通過し、州間高速道路495号線と州間高速道路678号線のジャンクション付近の線内に唯一位置する駅である万博駅まで続いていた。
路線は1936年に計画され1938年に建設された。運行が行われたのは万博が開催された1939年から1940年の間で、運賃は地下鉄の基本運賃の2倍である10セントであった。また、この万博会場へのアクセスは当路線のみでなくIRTとBMTが共同運行していたIRTフラッシング線万博駅（現：メッツ-ウィレッツ・ポイント駅）もアクセスを担っていた。万博線および万博駅は万博終了後に廃止され、INDの路線の中で唯一廃止された路線と駅となった。路線の跡はジャマイカ車両基地に残されている。

## 歴史

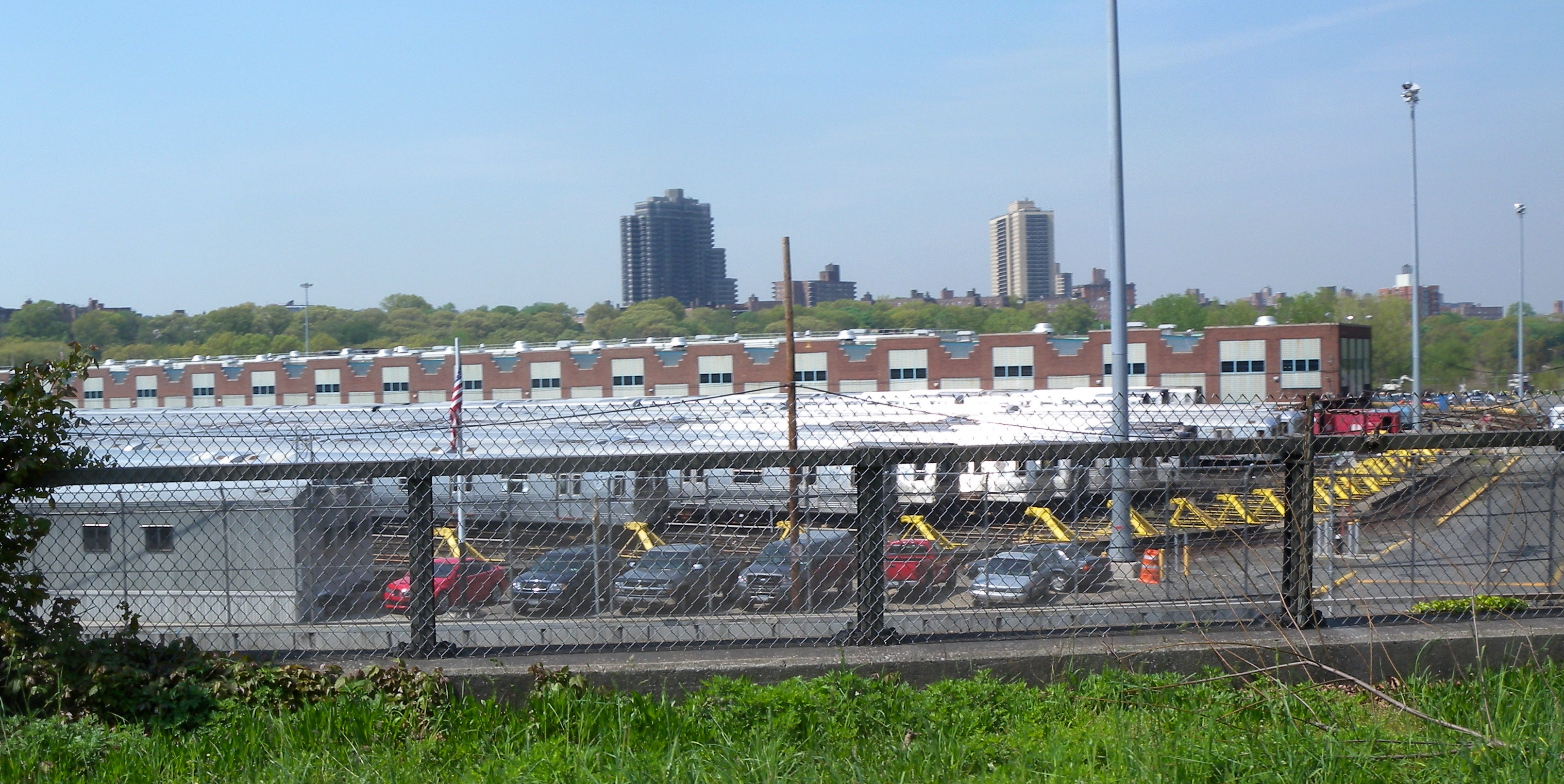
万博線とクイーンズ・ブールバード線を結ぶジャマイカ車両基地

1935年、ニューヨーク市公園局局長ロバート・モーゼスは1939年のニューヨーク万国博覧会の会場をクイーンズ区のフラッシング・メドウズ・コロナ・パークに決定した。1936年12月にはニューヨーク市交通委員会とニューヨーク州交通局が万博会場への観客の大量輸送のための高速輸送機関を建設するためニューヨーク市財政評価委員会に申請を行った。IND万博線の建設はこの計画の1つであった。また、クイーンズ・ブールバード線が1936年12月31日にジャクソン・ハイツ-ルーズベルト・アベニュー駅からキュー・ガーデン-ユニオン・ターンパイク駅まで延伸され付近にジャマイカ車両基地も建設されたことで万博線の建設は現実味を帯びてきた。当初この万博に関する費用は約120万ドルで、そのうち70万ドルが建設に、残りの50万ドルを機器の導入に割り当てるとされていた。しかし、最終的には予算を上回る170万ドルの費用がかかった。なお、法的および財政的問題から万博線は"万博鉄道" (World's Fair Railroad) と呼ばれ、通常のIND路線とは別扱いとされた。また、この区間では"二重運賃" (double-fare) が州法で認められていた。
交通委員会は1937年10月26日に万博線建設の契約をP. T. Cox Contracting Companyと結んだ。同社は万博線の高架橋の建設を308,770ドルで提案した最低入札者であった。
1937年の路線計画では財政評価委員会は万博線を万博終了後も旅客営業を続けることとしていた。また、地元住民の利用も考慮し途中駅の設置も検討されていた。万博観客輸送鉄道から旅客営業路線への改修には約600万ドルがかかるとされた。しかし、万博終了後のフラッシング・メドウズ・コロナ・パークにはシェイ・スタジアム（現：シティ・フィールド）やUSTAビリー・ジーン・キング・ナショナル・テニス・センターといった一時的な集客しか望めない施設しかないためこの案は現実的ではないとされた。

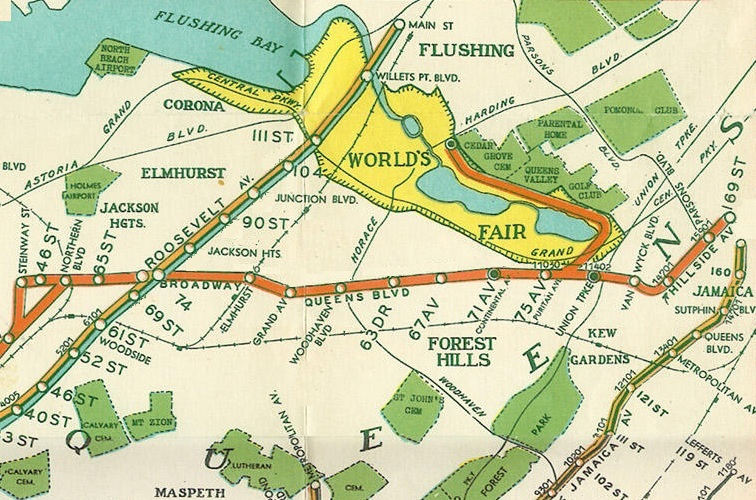
1939年の路線図。中央を左右に横断するオレンジ線がクイーンズ・ブールバード線、そこから分岐し黄色い区画、フラッシング・メドウズ・コロナ・パークに入っているのが万博線

1938年初頭、IND万博線の建設が開始された。路線は起点のクイーンズ・ブールバード線フォレスト・ヒルズ-71番街駅東側のジャマイカ車両基地への入出区線の分岐点から、ジャマイカ車両基地まで向かいフラッシング・メドウズ・コロナ・パーク東端に沿う形で北西に走り現在州間高速道路495号線と州間高速道路678号線のジャンクションがある付近にある終点の万博駅まで8,400フィート（2,600メートル）を敷設することとなった。路線は複線で路線敷設予定地の右手にある沼地の湿地が埋め立てられその上にバラストが敷かれた。また、万博終了後に廃止するため撤去を行いやすいように建設された。
1939年4月22日に万博線の試運転列車の運行が開始され、4月30日より旅客列車の運行が開始された:314, 409:83。路線は終日GG系統が走行しており万博駅 - スミス・ストリート-9丁目駅間を運行していた。また、夕ラッシュと夜間にはE系統が万博線に乗り入れ万博駅 - ハドソン・ターミナル駅（現：ワールド・トレード・センター駅）間を運行していた。夕ラッシュと夜間以外のE系統と終日万博線には乗り入れないF系統に乗車した場合はフォレスト・ヒルズ-71番街駅で乗換を行う必要があった:264。万博線は午前1時30分まで運行されていた。
万博は1939年4月30日から10月31日と1940年5月11日から10月27日の二期で行われた。万博線もこれに合わせて運行期間が二期に分かれており、一期目の運行は万博終了1日後の11月1日に終了し輸送人員数は7,066,966人であった:189。二期目の運行も万博終了1日後の10月28日の最終列車をもって終了し、万博線は廃止された:27, 83。万博会場のパビリオンは万博終了後すぐに撤去されたが万博線は数ヶ月に渡り残されていた。このためクイーンズ区長ジョージ・U・ハーベイは1937年に開校したクイーンズ・カレッジや発展が進んでいるフラッシング、カレッジ・ポイント、ホワイトストーンの各地区への地下鉄サービスの提供のために万博線を復活させることを提案した。この計画はクイーンズ区の役員やクイーンズ・カレッジの校長が支持していた。しかし、万博線を通常の鉄道路線とするならば路線を地下に移すことを要求している当時の規制もあり、万博線が元々万博期間のみの運行とし高架で建設されたためこの計画は実現不可能とみなされた。また、ロバート・モーゼスはフラッシング・メドウズ・コロナ・パークのさらなる発展と州間高速道路678号線の延伸のために万博線の通過区間を使用したいと考えていた。1940年12月に万博線の撤去が認められ、1941年1月15日に撤去が開始された。万博線の通過区間は現在136丁目の延長区間と州間高速道路678号線が使用している。万博線運行のために設置されたジャマイカ車両基地入出区線内の信号機7機は現在も残されており、旅客列車の速度制御の代わりに車両基地内の交通量の制御に使用されている。
1960年、1964年のニューヨーク万国博覧会に向けた準備が開始された。この万博も会場が1939年と同じフラッシング・メドウズ・コロナ・パークであったためクイーンズ・ブールバード線から万博会場への支線建設が計画された。しかし、万博実行委員会の会長であったロバート・モーゼスはこの支線建設に1,000万ドルもの費用がかかると判明後、支線建設計画を却下した。最終的には最寄駅のウィレッツ・ポイント・ブールバード駅の増築やフラッシング線のサービスの見直し、クイーンズ・ブールバード線GG系統・E系統・F系統の増発で万博アクセスの補強を行った:83。

## 駅
万博駅（ばんぱくえき、英語: World's Fair）は万博会場アミューズメントエリアに位置したIND万博線北側ターミナル駅であるとともに線内唯一の駅である。駅は南行線2線と島式ホーム1面、相対式ホーム2面を有した一時的なターミナル駅で、駅南側には側線が3線あった。駅は万博駅のほか駅の位置する通りの名前からホーレス・ハーディング・ブールバード駅 (Horace Harding Boulevard) とも呼ばれていた。駅は万博期間の1939年4月30日から1940年10月28日までの僅か19ヶ月しか営業を行っていなかった:314, 409。
駅に入場する際には通常運賃の5セントに加え更に5セントを追加で支払う必要があった。駅には18機もの特殊な回転式改札機が設置されており、入出場の方向に応じて二種類の運賃を受け入れた。駅に入場する乗客は10セントを支払い、出場する乗客は乗車駅で既に5セントを支払っているため差額の5セントを支払っていた。万博線に5セントの追加運賃が適用されたのは財政赤字を回避するためであった。1956年6月28日に開業したINDロッカウェイ線でもこの割増運賃が適用されていたが、不評であったために1975年に廃止している。

## 競合路線
IRTとBMTが共同運行していたIRTフラッシング線も万博輸送を行ったが、こちらは既に開業していたウィレッツ・ポイント・ブールバード駅（現：メッツ-ウィレッツ・ポイント駅）を現在位置に移設し改装、急行停車駅に変更し駅名も一時的に万博駅とすることで観客の輸送を行っていた。また、ロングアイランド鉄道万博駅（現：メッツ-ウィレッツ・ポイント駅）もフラッシング線の駅に隣接し開業して観客の輸送を行った。なお、ロングアイランド鉄道メッツ-ウィレッツ・ポイント駅は臨時駅扱いで、現在もシティ・フィールドでのニューヨーク・メッツのホームゲーム開催時とUSTAビリー・ジーン・キング・ナショナル・テニス・センターでの全米オープンテニス大会開催時、緊急時のみの営業となっている。